# Ligne de tramway 498
 (avril 2024).
La ligne 498 d'après son numéro de tableau horaire est une ancienne ligne de tramway du Groupe d'Hasselt de la Société nationale des chemins de fer vicinaux (SNCV) qui a fonctionné entre le 15 mai 1913 et le 25 janvier 1948.

## Histoire
La ligne est ouverte le 28 octobre 1904 et fermée à tout trafic le 17 décembre 1949 et remplacée par une ligne d'autobus (tableau 884),.
Les voies sont démontées sur l'ensemble de la ligne au cours de l'année 1951.